# Fresnedo (Cabranes)
Fresnedo (en asturiano y oficialmente Fresnéu) es un lugar y una parroquia del concejo de Cabranes (Asturias).

## Arte
- Iglesia de Santa María la Real de Fresnedo
- Capilla de San Antonio de Fresnu
- Capilla de San Lorenzo de Camás

## Barrios y Núcleos
- Camás - 109 habitantes 2011 43°23′26.046897″N 5°27′18.325126″O / 43.39056858250, -5.45509031278
- Candones - 7 habitantes 2011 43°23′43.828228″N 5°25′42.2688″O / 43.39550784111, -5.428408000
- La Encrucijada (La Cruciada) - 26 habitantes 2011
- Fresnedo (Fresnéu) - 26 habitantes 2011 43°23′54.284708″N 5°26′36.754057″O / 43.39841241889, -5.44354279361
- Fresno (Fresno) - 11 habitantes 2011 43°23′52.579375″N 5°25′52.926981″O / 43.39793871528, -5.43136860583
- Heria (Iría) - 11 habitantes 2011 43°23′28.676576″N 5°25′15.083053″O / 43.39129904889, -5.42085640361
- Naveda - 33 habitantes 2011 43°24′16.498747″N 5°26′1.251754″O / 43.40458298528, -5.43368104278
- Piñera - 54 habitantes 2011 43°23′57.783304″N 5°25′23.551905″O / 43.39938425111, -5.42320886250
- Viyella (Viella) - 0 habitantes 2011 43°24′24.126092″N 5°26′17.925021″O / 43.40670169222, -5.43831250583